# Walcott, Iowa
Walcott är en ort i Muscatine County och Scott County i delstaten Iowa, USA.